# 東蘭喬多明格茲 (加利福尼亞州)
東蘭喬多梅斯茲（英語：East Rancho Dominguez）是位於美國加利福尼亞州洛杉磯縣的一個人口普查指定地區。

## 地理
東蘭喬多梅斯茲的座標為33°53′52″N 118°11′30″W / 33.89778°N 118.19167°W，而該地最高點為海拔高度22米（即72英尺）。

## 人口
根據2010年美國人口普查的數據，東蘭喬多梅斯茲的面積為2.129平方千米，當中陸地面積為2.129平方千米，而水域面積為0.000平方千米。當地共有人口15135人，而人口密度為每平方千米7,108人。